# Carson City
Carson City è una città degli Stati Uniti d'America e capitale dello Stato del Nevada. La popolazione era di 55 274 abitanti al censimento del 2010. La città prende questo nome in onore dell'esploratore statunitense Kit Carson. La maggior parte della popolazione della città vive nella Eagle Valley, sul bordo orientale del Carson Range, un ramo della Sierra Nevada, circa 30 miglia (50 km) a sud di Reno. La città nacque come luogo di sosta per gli emigranti legati alla California, ma la città si sviluppò quando fu scoperto sulle montagne a nord-est il Comstock Lode, un filone d'argento. 
La città è la capitale del Nevada da quando esiste dal 1864 e per gran parte della sua storia era un hub per la Virginia and Truckee Railroad, anche se i binari furono rimossi negli anni 1950. Prima del 1969, Carson City era il capoluogo della contea di Ormsby. Nel 1969, la contea fu abolita e il suo territorio fu fuso con Carson City per formare il Consolidated Municipality of Carson City. Con il consolidamento, oggi i confini della città si estendono ad ovest, attraverso la Sierra Nevada, fino al confine con la California, al centro del lago Tahoe. Come altre città indipendenti degli Stati Uniti, viene considerata alla stregua di una contea ai fini del censimento.

## Geografia fisica

### Territorio
Secondo lo United States Census Bureau, la città ha una superficie totale di 403,2 km², dei quali 371,3 km² di territorio e 31,9 km² di acque interne.

### Clima
Carson City è situata in una valle desertica a circa 1440 m s.l.m. Le stagioni sono ben distinte e sono tutte relativamente miti, in confronto ad altre parti del paese. Le nevicate invernali non sono abbondanti, le precipitazioni avvengono in inverno e in primavera, mentre le estati e gli autunni sono molto secchi, come nella vicina California. La scarsa umidità e l'altitudine rendono sopportabili anche i giorni più caldi e i più freddi. Le temperature massime di luglio raggiungono di solito i 32 °C e a volte superano anche i 37 °C, le minime raggiungono i 10 °C, a gennaio invece le massime si aggirano intorno ai 7 °C e le minime ai −5 °C.

## Storia
La Eagle Valley fu esplorata per la prima volta da Kit Carson intorno al 1840 e subito dopo cominciarono ad arrivare i primi coloni bianchi, soprattutto dopo la scoperta dell'oro in California negli anni 1848-1849.
Nel 1851 fu costruita Eagle Station, una stazione commerciale con un piccolo ranch che fu acquistata nel 1858 da Abraham Curry, il fondatore di Carson City. L'anno seguente fu scoperto l'argento sulle colline a est della città e frotte di minatori cominciarono ad affluire nella zona. Intorno al 1860, Carson City divenne stazione del Pony Express e delle diligenze della "Overland" e nel 1861 la città divenne capitale del Territorio del Nevada. Durante la guerra di secessione americana fu di vitale importanza per l'Unione l'afflusso di argento dal Nevada e, per evitare che il Territorio potesse decidere di entrare nella Confederazione, fu premiato con l'elevazione a Stato il 31 ottobre 1864.
Nel 1873 fu scoperto un altro grande giacimento d'argento, il "Big Bonanza", e fu anche costruita una ferrovia al servizio delle miniere, facilitando il trasporto del legname e del metallo.

## Società

### Evoluzione demografica
Secondo il censimento del 2010, la popolazione era di 55 274 abitanti.

### Etnie e minoranze straniere
Secondo il censimento del 2010, la composizione etnica della città era formata dall'81,06% di bianchi, l'1,91% di afroamericani, il 2,36% di nativi americani, il 2,14% di asiatici, lo 0,18% di oceaniani, il 9,42% di altre popolazioni, e il 2,93% di due o più etnie. Ispanici o latinos erano il 21,31% della popolazione.